# Giovanni Lurani
Grof Don Giovanni »Johnny« Lurani - Cernuschi, italijanski dirkač, avtomobilski inženir in publicist, * 19. december 1905, Italija, † januar 1995, Italija.
Giovanni Lurani se je rodil 19. decembra 1905. Na dirkah za Veliko nagrado je prvič nastopil v sezoni 1930, ko je na dirki Coppa Castell z dirkalnikom Alfa Romeo 6C osvojil tretje mesto. Svoj največji uspeh je dosegel v sezoni 1935, ko je na dirki za Veliko nagrado Bielle v razredu Voiturette z dirkalnikom Maserati 4CS zmagal, še drug večji uspeh pa je dosegel na dirki Targa Florio v sezoni 1937, ko je osvojil drugo mesto. V tej sezoni so Lurani, Luigi Villoresi in Franco Cortese ustanovili moštvo Scuderia Ambrosiana, toda zaradi poškodbe v sezoni 1938 je moral končati kariero. Umrl je leta 1995.

## Publikacije
- Auto Italiano,
- Nuvolari (Cassell & Company Ltd., 1959).  Skupaj z Marinattom.
- La storia delle macchine da corsa (1970).
- La storia della Mille Miglia 1927-57 (1979).
- Alfa Romeo: Catalogo ragionato (1982).  Skupaj z Altierijem.
- Racing around the world 1920-35.